# Buffet

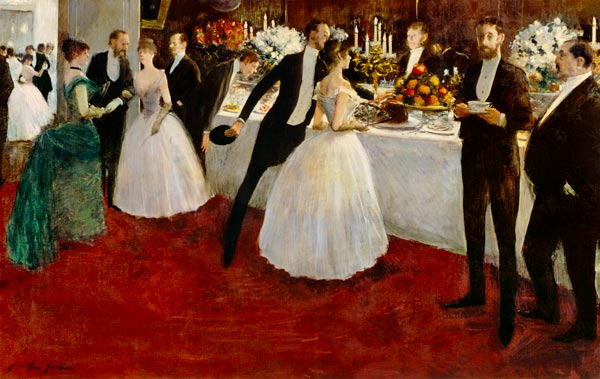
Le Buffet (Jean-Louis Forain)

Un buffet (pronuncia francese /byfe/; pronuncia italianizzata /bufˈfɛ/, raramente adattato in buffè) è un tipo di disposizione delle portate o un tipo di servizio in cui il cibo è posto in un'area pubblica dove i commensali si servono da soli, scegliendo cosa consumare. Il termine è francese, di etimo incerto, originario del XVIII secolo, e originariamente indicava il mobile sul quale si disponevano le vivande in modo ben visibile ai consumatori; diventato poco frequente nelle abitazioni, è rimasto relegato all'ambito ristorativo, portando allo slittamento di significato del termine.

## Il mobile: buffet e controbuffet

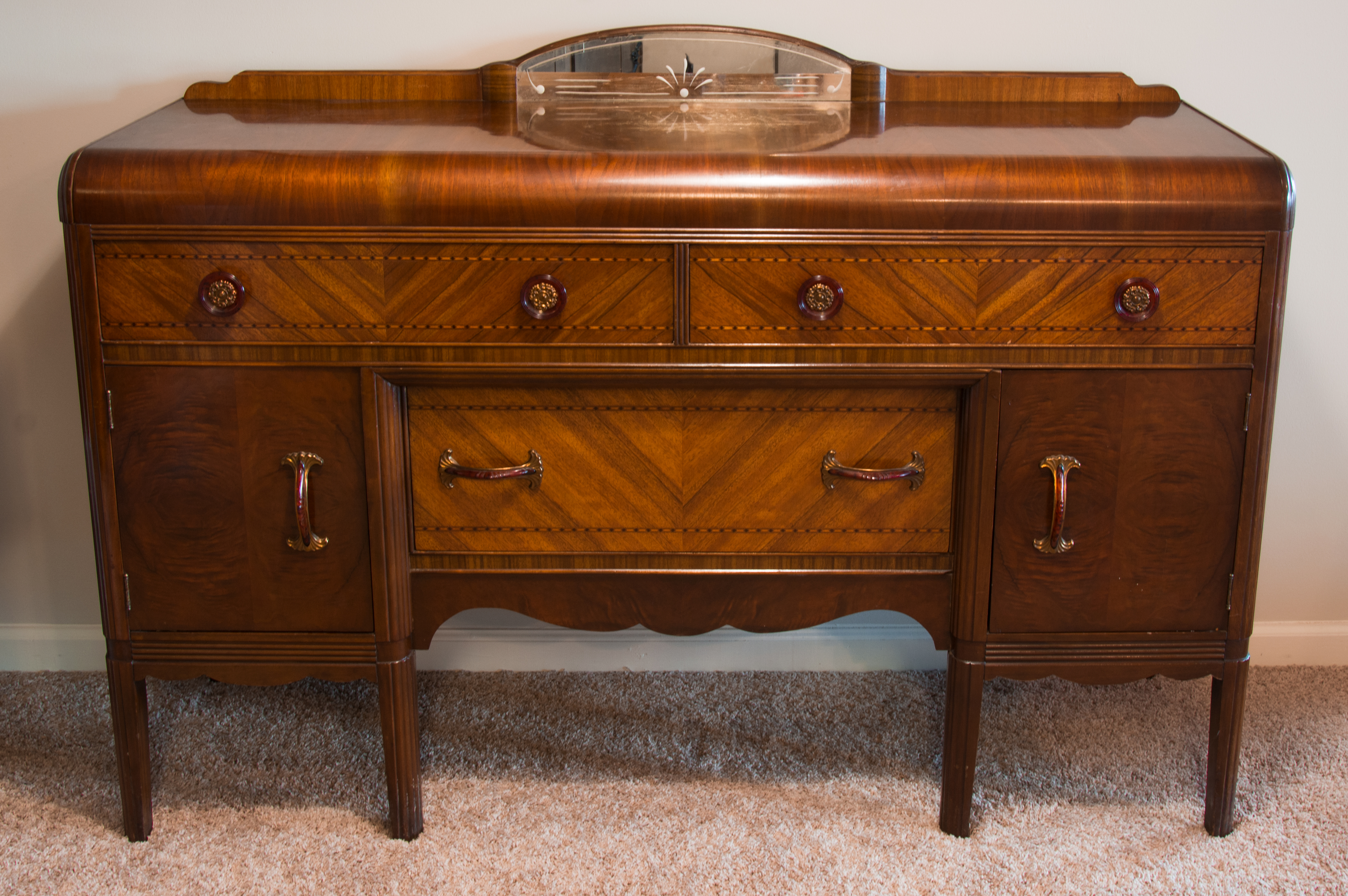
Tavolo da buffet anni trenta in stile Art déco.

Introdotto nelle case a partire dal XVIII secolo, veniva posto nella sala da pranzo ed era costituito da un mobile con una spaziosa superficie, su cui si disponevano le vivande su vassoi e piatti da portata. Poteva essere abbinato ad un secondo mobile, di foggia simile e definito controbuffet, che faceva da riscontro al buffet vero e proprio richiamandolo in dimensioni minori. A volte buffet e controbuffet (o solo uno dei due) erano provvisti di specchiera.
Era fabbricato in legno con i piani d'appoggio in pietra, marmo, vetro, specchio o altro. Il loro aspetto ha seguito le mode dei relativi periodi. Successivamente furono introdotti anche materiali più moderni, come plastica e melamminico.

## Il servizio a buffet

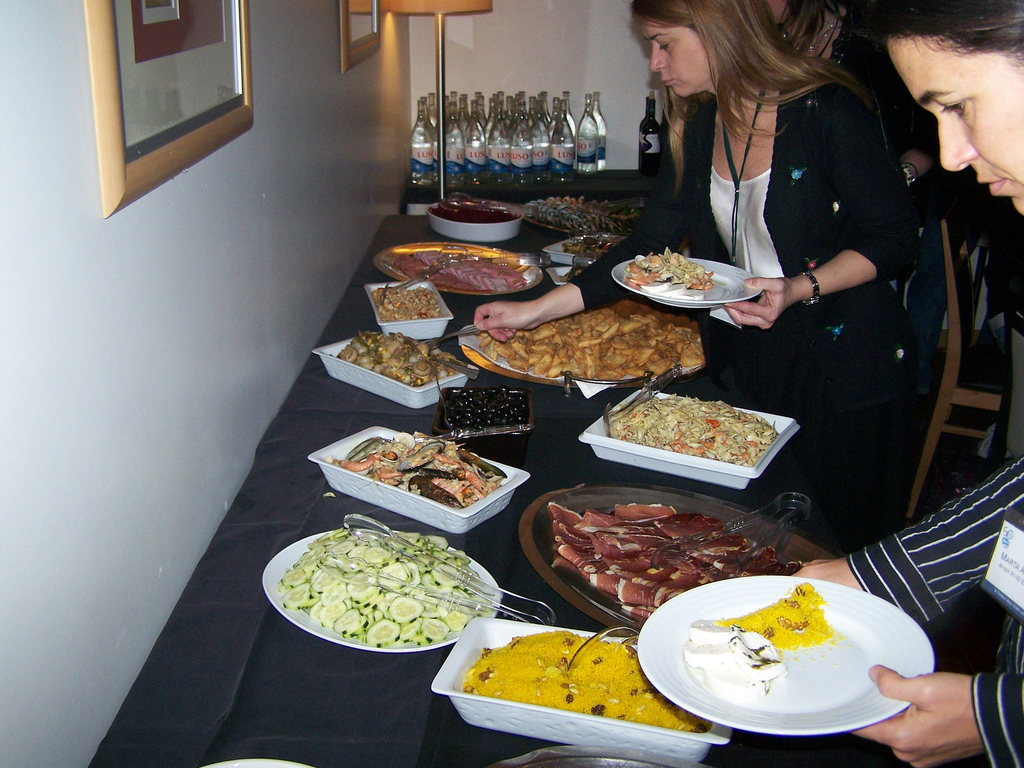
Servizio a buffet dove gli ospiti si servono autonomamente.

Il nome deriva da quello del mobile dove erano disposti i piatti, dal quale ha traslato il significato, anche se solo di recente ha iniziato ad identificare il modo di presentare il cibo e non più il supporto. In questo tipo di servizio i commensali possono vedere direttamente le pietanze e scegliere facilmente quali piatti consumare e quanto cibo prendere.
Come l'arredo omonimo, questo tipo di servizio prese piede nel Settecento e rimase in voga per tutto l'Ottocento e il Novecento fino ad oggi, variando principalmente le pietanze offerte. Storicamente "a buffet" era la colazione del servizio all'inglese nelle case delle classi più abbienti, mentre pranzi e cene erano invece serviti da camerieri al tavolo.
I buffet possono contemplare piatti sia caldi sia freddi e di solito comportano l'utilizzo di posate, ma esiste anche il "buffet a dito" (finger food), solo per alimenti che si riescono a consumare con una mano sola, ad esempio, fette di pizza, piccole tartine e crostini, salumi, ecc.
Il buffet è utile quando bisogna servire un gran numero di persone tutte assieme: contesti istituzionali, eventi aziendali, grandi feste. Alcuni esercizi commerciali sono specializzati in un servizio a buffet e offrono solitamente un menù a prezzo fisso secondo la formula "a volontà" (in inglese "all-you-can-eat", che significa "tutto quello che puoi mangiare").

## Tipologie di buffet

### Apericena
L'apericena è un aperitivo che funge da sostituto della cena diffusa soprattutto tra i giovani. Nel corso della stessa si consumano gli stuzzichini tipici degli aperitivi altre pietanze salate e dolci che potrebbero altrimenti far parte dei buffet o dei menù dei ristoranti.

### Kamayan
Il kamayan filippino è un tipo di banchetto in cui i partecipanti consumano il cibo con le mani e utilizzando delle foglie di banano a mo' di piatto.

### Pampa mesa
In alcuni territori dell'Ecuador è solito prendere parte a banchetti in cui il cibo è posto su un lungo telo appoggiato a terra. Tra gli alimenti presenti ai pampa mesa vi sono patate, uova e cereali.

### Potlach
Il potlach dei nativi americani è una cerimonia durante la quale avviene un banchetto in cui si mangiano carne di salmone e foca.

### Potluck
Il potluck è un tipo di rinfresco tipico degli Stati Uniti e del Canada nel corso del quale i partecipanti portano del cibo da condividere con gli altri partecipanti.

### Smörgåsbord
In Scandinavia, specialmente in Svezia, è tipico lo smörgåsbord: un banchetto nel corso del quale vengono servite pietanze calde e fredde, pesce e le tradizionali polpette (köttbullar) con carne di puledro e cavallo.